# 大孔鮡
大孔鮡（学名：Pareuchiloglanis macrotrema）为輻鰭魚綱鯰形目鮡科鮡属的鱼类。分布于越南、均属红河水系以及元江上游等，體長可達16公分，棲息在山區溪流底層流域，生活習性不明。该物种的模式产地在越南。

## 扩展阅读
維基物種上的相關：大孔鮡